# Іфігенія Кондолеондос
Пані Іфігенія Кондолеондос — грецький дипломат. Генеральний консул Греції в Одесі (1996-2000).

## Життєпис
Народилася в Афінах в родині грецького археолога Ніколаоса Кондолеондоса. З 1978 року по 1982-й навчалася на юридичному факультеті Афінського університету за фахом цивільне право і політологія. У 1982—1983 рр. закінчила аспірантуру в Парижі в університеті Париж 1-Пантеон-Сорбонна, отримала ступінь d.e.a. за фахом міжнародне економічне право і міжнародні організації. У 1983—1985 рр. продовжувала роботу над докторською дисертацією (3-й цикл), яку захистила в Парижі. Володіє англійською, французькою мовами.
У 1986 році вступила на дипломатичну службу, до Міністерства закордонних справ Греції.
У 1986—1991 рр. — служила в Афінах у Відділі двосторонніх відносин з Північною Америкою / Латинською Америкою / Західною Європою, МЗС Греції.
У 1991—1996 рр. — працювала в політичному відділі посольства Греції в Парижі.
У 1996—2000 рр. — Генеральний консул Греції в Одесі.
У 2000—2001 рр. — співробітник Політичного відділу посольства Греції в Україні
У 2001—2003 рр. — заступник глави дипломатичного кабінету прем'єр-міністра Греції.
У 2003—200? рр. — Генеральний консул Греції у Москві.